# Simona Denna
Simona Denna (Busto Arsizio, 1970) è una disegnatrice e illustratrice italiana.

## Carriera
Dopo aver frequentato la Scuola del Fumetto di Milano inizia l'attività professionale come illustratrice nelle pubblicazioni destinate all'infanzia. Dopo aver collaborato alla realizzazione di un albo di Zona X per la Sergio Bonelli Editore entra a far parte dello staff di disegnatori di Demon Hunter (uno dei bonellidi più longevi, pubblicato tra il 1993 e il 1996) edito dalla Xenia Edizioni.. 
Terminata la collaborazione con la Xenia torna in Bonelli, dove entra a far parte dello staff dei disegnatori di Nathan Never e del suo spin-off Legs Weaver. Sempre per la Bonelli disegna alcune storie della miniserie Greystorm, tra cui il primo numero in collaborazione con Francesca Palomba.